# Målilla motormuseum
Målilla motormuseum är ett tekniskt museum i  Målilla-Gårdveda hembygdspark i Målilla, som invigdes 2006.
Motormuseet har omkring 100 tändkulemotorer att visa upp på omkring 360 kvadratmeter, huvudsakligen efter en donation från familjen Alm, som med början med grundaren Carl August Alm drev Målilla mekaniska verkstad i tre generationer. Bland andra motorer finns den första tillverkade målillamotorn för fotogen från 1908, en 4 hästkrafters liggande motor med öppen vev, enligt Beijers konstruktion. I motormuseet kan man se 13 målillamotorer, vilka tillverkades till 1959. I motormuseet finns bland andra en Målilla 4 hästkrafters tvåcylindrig bensinmotor från 1916, en Tålebo mekaniska verkstad nr 101 3 hästkrafters motor tillverkad runt 1920-talet och en Målilla DS 10 10 hästkrafters heldiesel tvåtaktsmotor från 1952.
Motormuseum drivs av Målilla-Gårdveda hembygdsförening. Föreningenanordnar årligen i augusti Motorns dag i hembygdsparken.

## Bildgalleri

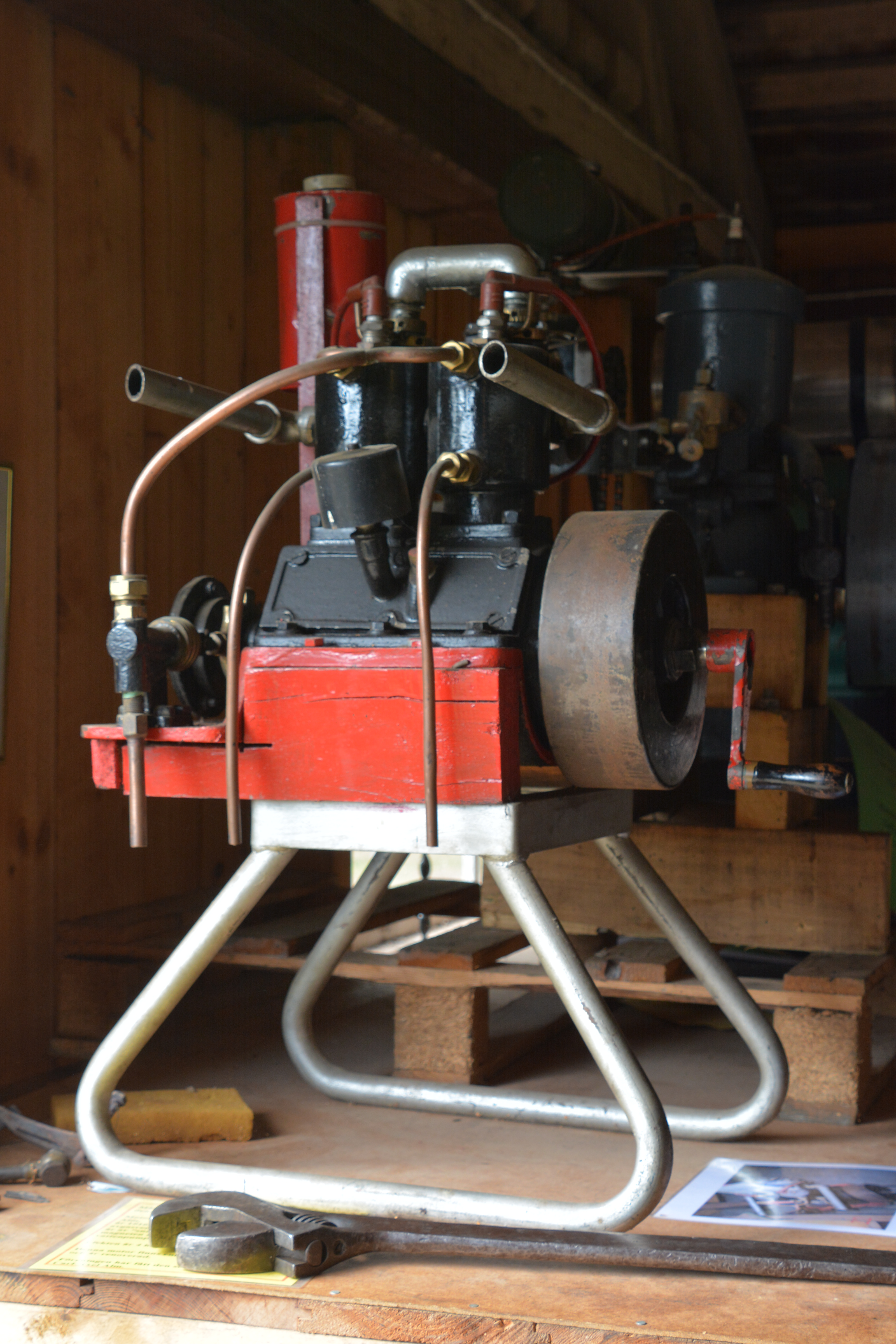
Den av Carl August Alm 1916 konstruerade prototypen till en tvåcylindrig bensinmotor på fyra hästkrafter vid 1 500 varv per minut.
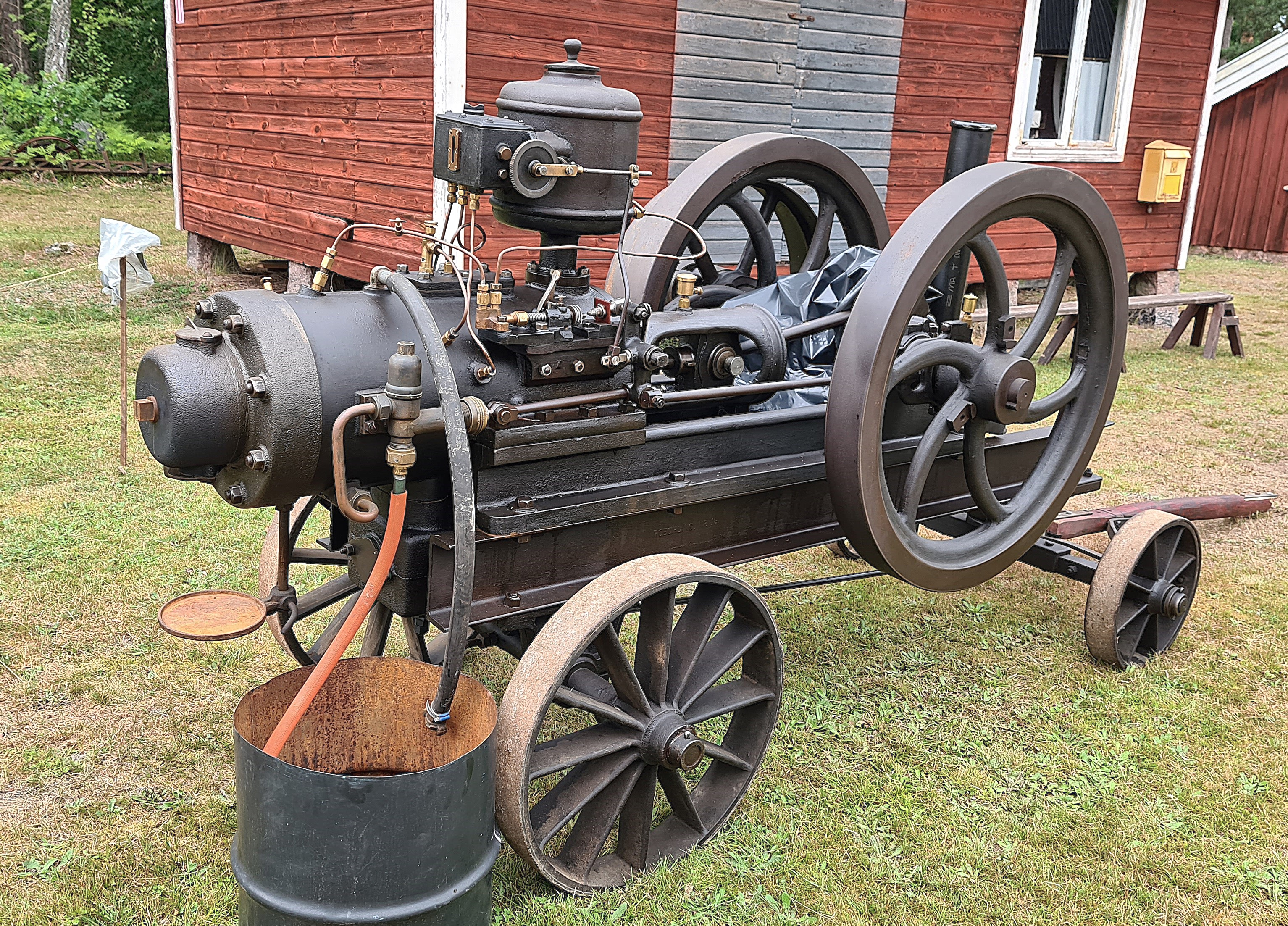
Målilla A-motor. Alms första egenhändigt konstruerade motormodell lanserad 1912. Denna motor nr 236 är från 1916 och presterar 20 hk. Inlånad från Rubens Maskinhistoriska i Götene
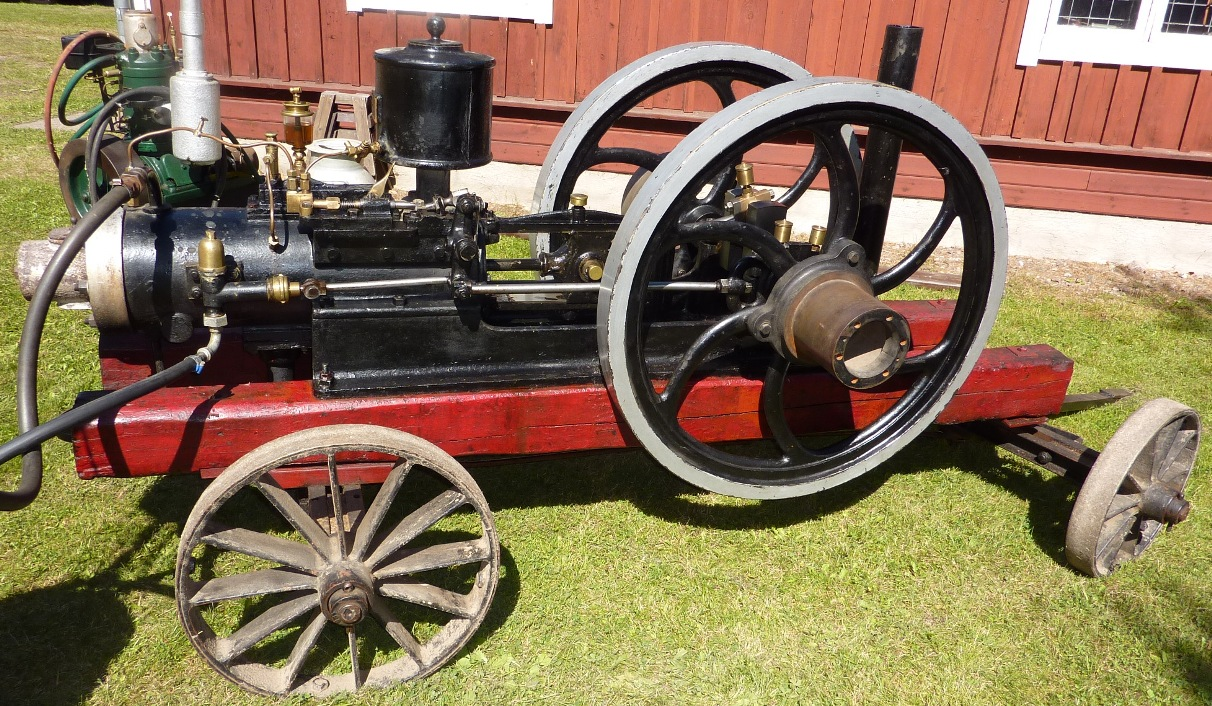
Första motorn tillverkad vid Målilla Mekaniska Verkstad 1908. Motorn är en tvåtakts tändkula med öppen vevrörelse och tvärstycke i plangejd. Tillverkad efter N.A. Beijers modell från 1901.